# Aubervilliers
Aubervilliers település Franciaországban, Seine-Saint-Denis megyében. Lakosainak száma 89 489 fő (2022. január 1.). Aubervilliers Párizs, Párizs 19. kerülete, La Courneuve, Pantin, La Chapelle és Saint-Denis községekkel határos.

## Népesség
A település népességének változása:
| Lakosok száma | 77 452 | 83 782 | 86 533 | 86 375 | 87 572 | 88 948 | 89 401 | 90 071 | 89 489 |
|               | 2013   | 2015   | 2016   | 2017   | 2018   | 2019   | 2020   | 2021   | 2022   |